# Ostiole

Stomate ouvert (a) et fermé (b)
1 cellule épidermique
2 cellule de garde
3 Ostiole
4 ions K+
5 Eau
6 Vacuole

L’ostiole (du latin ostiolum, diminutif de ostium, « ouverture, porte ») est une petite ouverture souvent arrondie chez les organismes vivants. Chez les Spongiaire, ils servent au bon fonctionnement du système aquifère qui permet la circulation de l'eau dans l'éponge pour assurer la nutrition et sa respiration.
En botanique, c'est le nom donné à l'espace entre les deux cellules de garde du stomate. On parle aussi d'orifice stomatique. C'est par cet espace que circule l'air pour alimenter la plante en CO2 lorsque le stomate est ouvert. C'est également le nom de l'ouverture apicale du sycone.
En phycologie, c'est l'ouverture du conceptacle chez certaines algues.
En mycologie, c'est l'ouverture d'un périthèce à travers laquelle sont projetées les ascospores ou celle du péridium des Gastéromycètes d'où s'échappent les basidiospores.
En zoologie, les ostioles sont des ouvertures dans le vaisseau dorsal « sanguin » des arthropodes qui est une sorte de cœur tubulaire qui récupère l’hémolymphe de l'hémocœle.
En géologie, l'ostiole désigne la flaque formée lors du dégel par l’expulsion de boue venue du sol.